# Стюарт, Юлиус Леблан
Юлиус Леблан Стюарт (англ. Julius LeBlanc Stewart; 6 сентября 1855 года — 4 января 1919 года) — американский художник, бо́льшую часть жизни проживший во Франции. В творческой среде того времени получил прозвище «Парижанин из Филадельфии». В конце XIX — начале XX веков Юлиус Стюарт и Джон Сарджент были самыми известными американскими художниками-экспатриантами во Франции.

## Биография и творчество
Юлиус Стюарт родился в семье Уильяма Худа Стюарта (англ. William Hood Stewart) — американского миллионера, разбогатевшего на ниве торговли сахаром, а кроме того, увлечённого коллекционера живописи и мецената.
В 1865 году Уильям Худ Стюарт переехал вместе с семьей в Париж, где продолжил коллекционирование картин и стал меценатом для многих художников Барбизонской школы.
Юлиус Стюарт, с детства проявивший наклонности к изобразительному искусству, с десяти лет начал обучаться у французского живописца Жана-Леона Жерома, затем его образованием занимались испанские мастера Eduardo Zamacois (англ.) и Раймундо де Мадрасо.
Благодаря своему богатому происхождению художник оказался вхож в лучшие дома парижских аристократов и буржуа. Он стал достаточно широко популярен после выставки своих работ на Парижском салоне в 1878 году. Первую известность ему принесли жанровые рисунки представителей своего сословия. В период творческого становления художника его работы представляли собой портреты и групповые портреты в быту, на природе, сцены отдыха, путешествий и т. п. Например, картина «После свадьбы» (1880 год) (англ. After the Wedding) изображала брата Юлиуса Стюарта — Чарльза вместе с молодой женой Меей, дочкой американского финансиста Энтони Джозефа Дрекселя, в период «медового месяца».
Благосостояние семьи Стюартов позволяло Юлиусу жить на широкую ногу. Он вращался в сфере парижской элиты, героями его новых и новых картин (групповых портретов, сцен) становились его друзья, знакомые, в том числе популярные артисты и артистки, различные знаменитости того времени, богачи, аристократы; зачастую Юлиус изображал и себя в группе людей на заднем плане.
В 1892 году художник создал картину «Крещение» (англ. The Baptism), на которой предположительно было изображено это таинство в семействе Вандербильтов. Картина демонстрировалась на Всемирной выставке 1893 года в Чикаго. Картина получила благоприятные отзывы на Берлинской международной выставке.
Юлиус Леблан Стюарт участвовал в выставках Парижского салона вплоть до начала XX века. Более того, он активно содействовал созданию секции американских художников на выставке 1894 года.
Художник дружил с ещё одним знаменитым американцем в Париже Джеймсом Гордоном Беннетом младшим — издателем «New York Herald», богачом и любителем шикарной жизни. Именно его яхту «Намуна» и её пассажиров запечатлел художник на нескольких своих картинах. Так, на полотне «На яхте „Намуна“, Венеция» 1890 года (англ. On the Yacht «Namouna, Venice»), была изображена популярная актриса того времени Лилли Лэнгтри. Другая картина, «Яхтинг на Средиземном море», написанная в 1896 году (англ. Yachting on the Mediterranean), стала самым дорогостоящим произведением художника. Она была продана на аукционе Кристиc за $2 312 000 в 2005 году.
Юлиус Стюарт рисовал много картин, в полной мере передающих атмосферу наступавшей Belle Epoque. Помимо картин, посвящённых бытописанию «богатых и знаменитых» или просто состоятельных европейцев, им было создано немало чувственных полотен в стиле «Ню», а также рисунков собак, так как Юлиус всю жизнь был страстным «собачником».
В 1905 году художник пережил духовно-религиозный кризис и заметно переключил своё внимание в творчестве на изображение пейзажей Венеции и создание картин на религиозную тематику. К этому времени (конец XIX — начало XX века) интерес к работам Юлиуса стал падать.
С началом Первой мировой войны Юлиус Стюарт добровольно вступил в санитарный отряд общества Красного Креста (англ. Red Cross ambulance corps), но ужасы войны вызвали у художника нервный срыв, отразившийся на его здоровье.
Юлиус Леблан Стюарт вёл холостой образ жизни. Скончался художник в Париже в 1919 году. Перед смертью намеревался навсегда вернуться в Америку.
Интерес к творчеству художника со всеми, присущему ему сильными и слабыми сторонами, на несколько десятилетий утих, и как о значимом или, как минимум, заметном американском творце о Юлиусе Стюарте художественные критики стали говорить примерно с середины XX века.

## Избранные картины

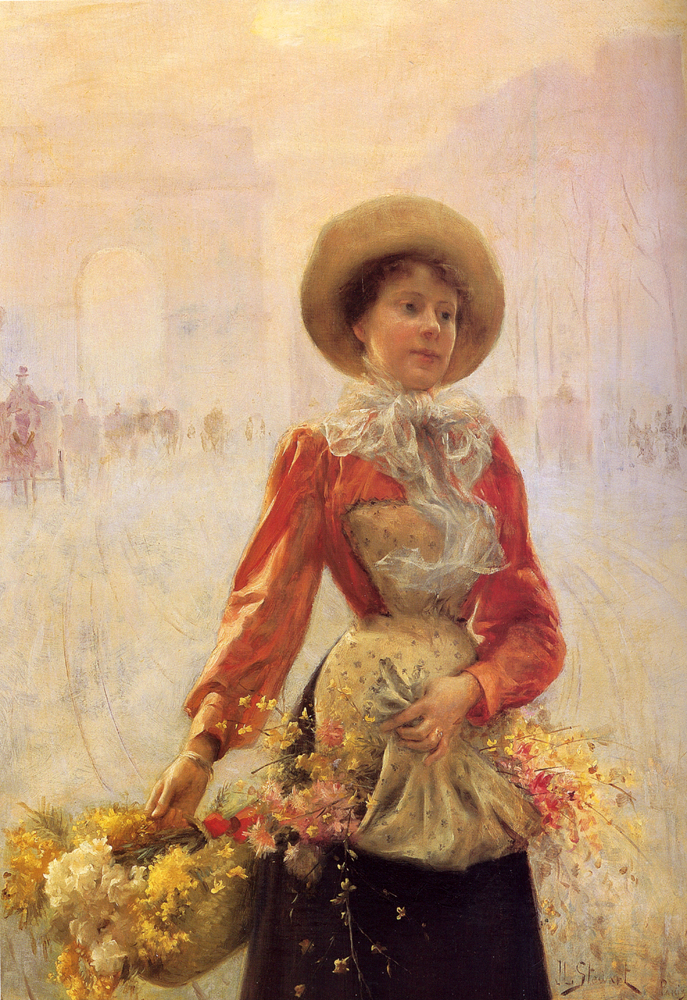
«Цветочница» (англ. Flower Girl), 1890 год
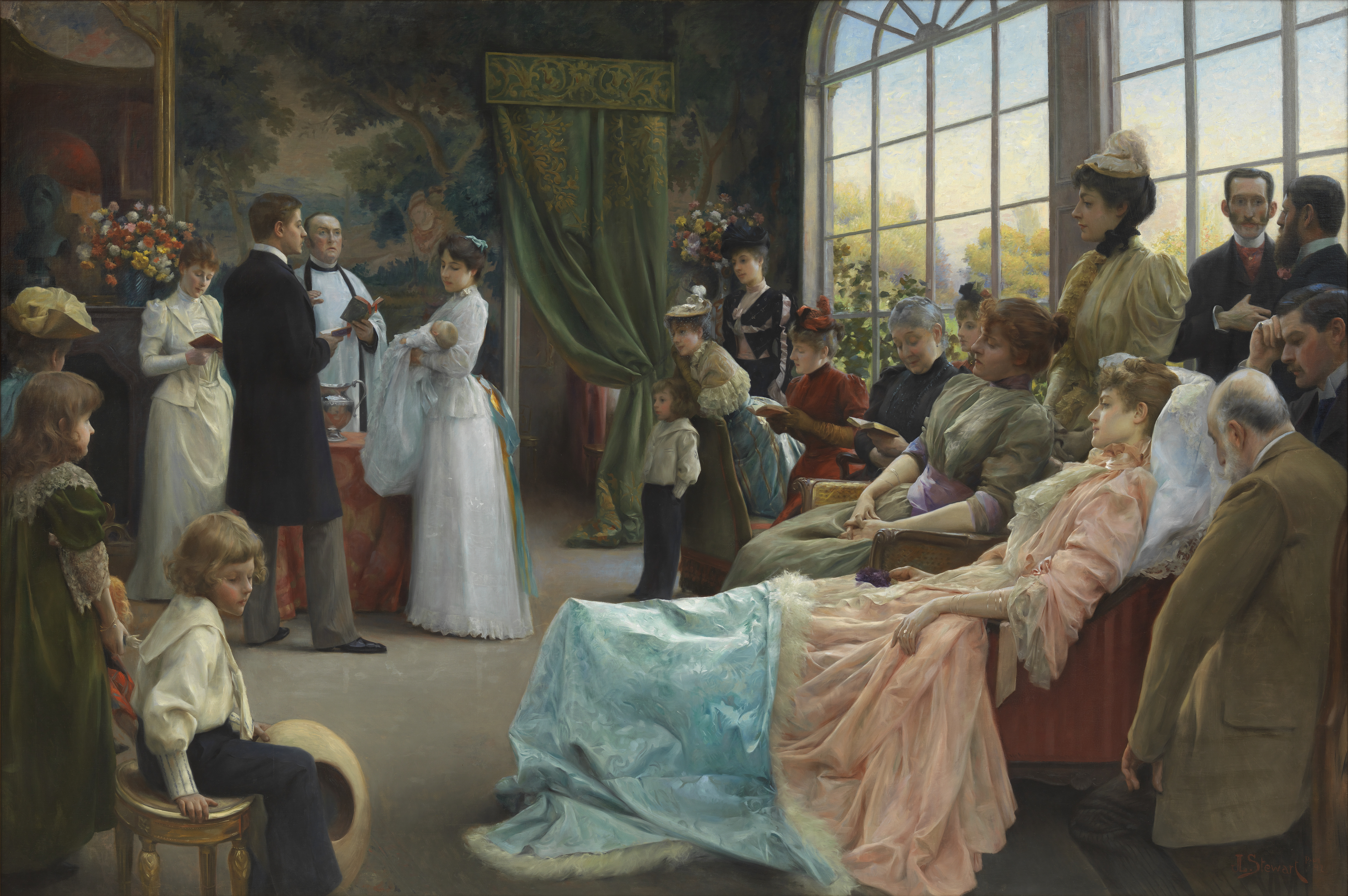
«Крещение» (англ. The Baptism), 1892 год
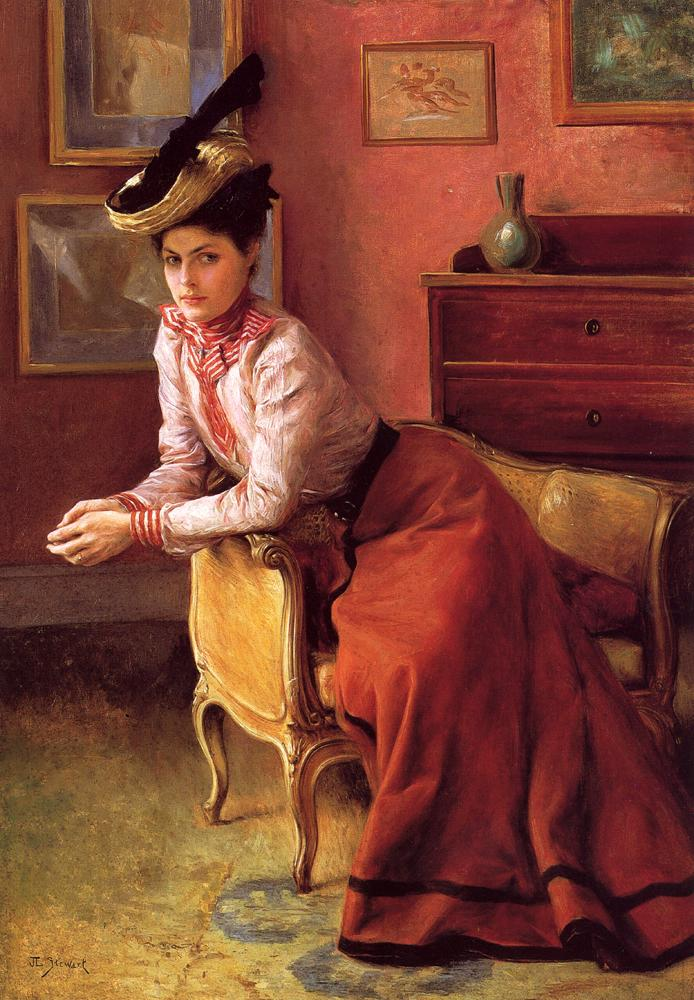
«Elegante au sofa or Woman in an Interior», 1895 год
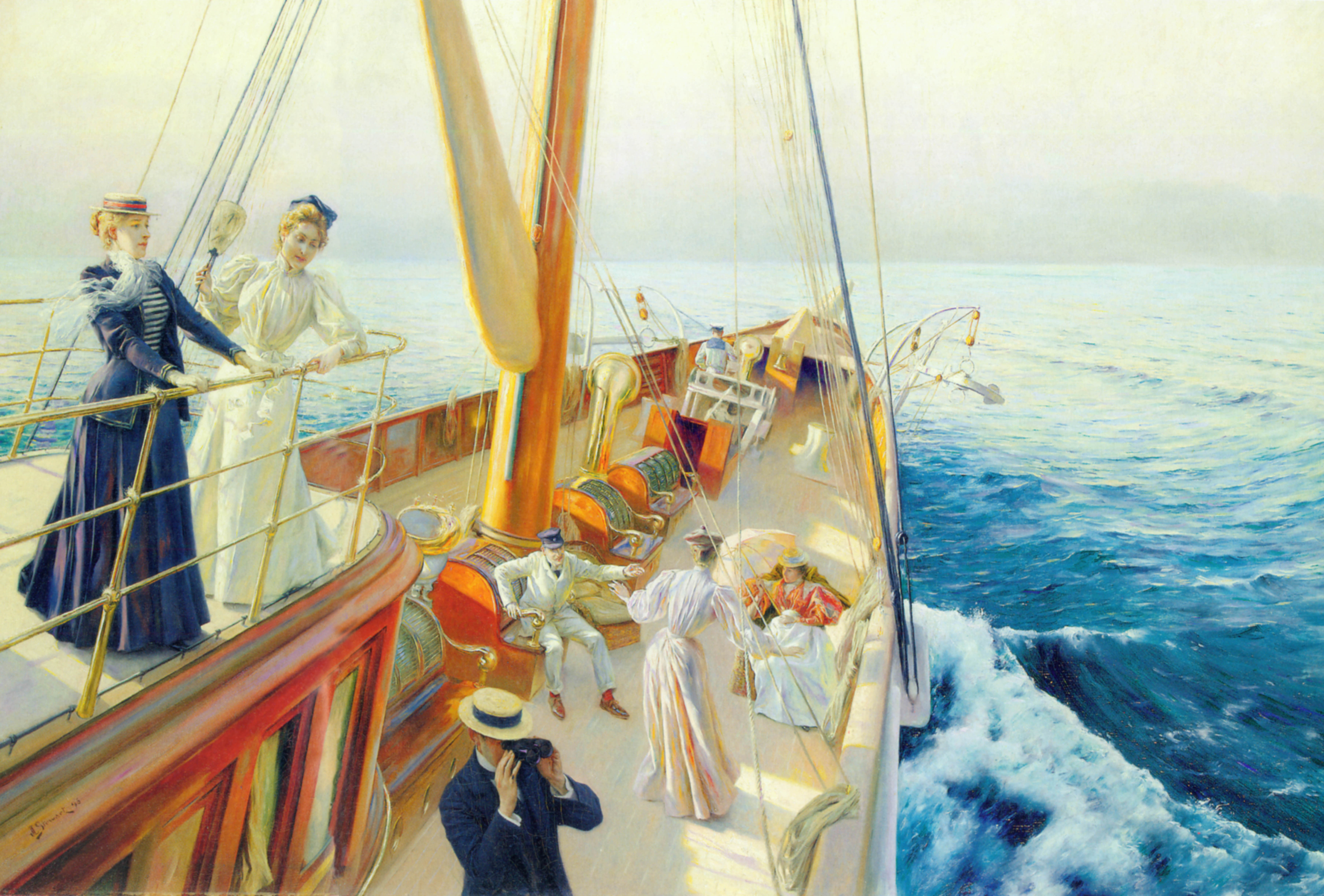
«Yachting in the Mediterranean», 1896 год
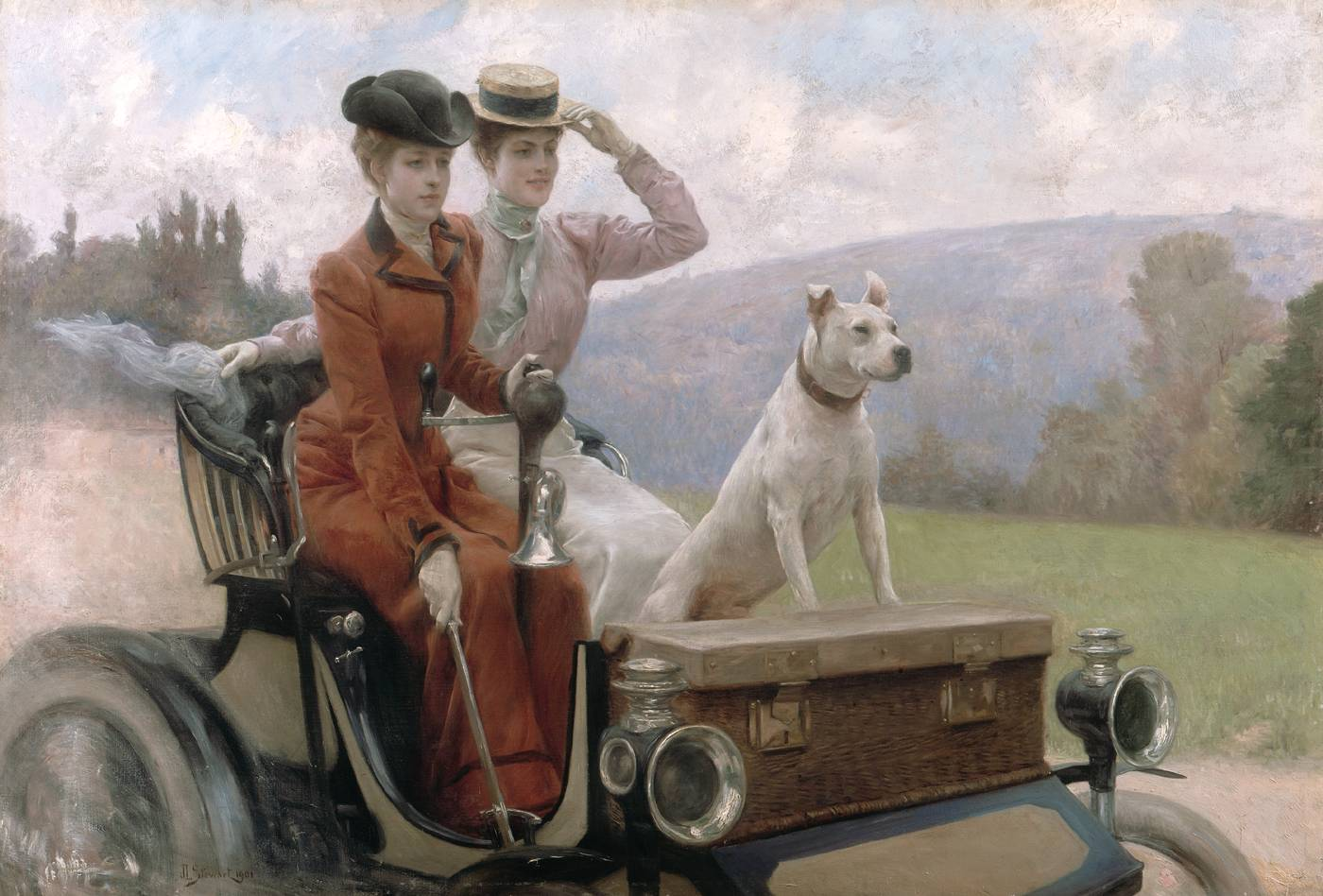
«Les Dames Goldsmith au bois de Boulogne en 1897 sur une voiturette», 1901 год
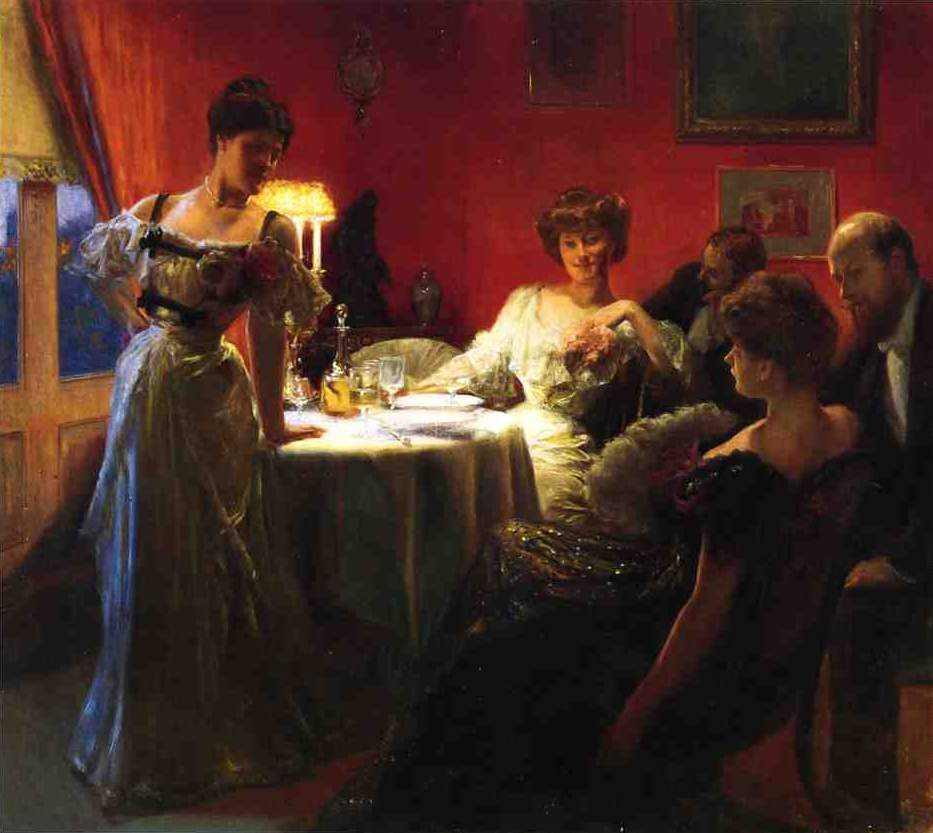
«A Supper Party», 1903 год
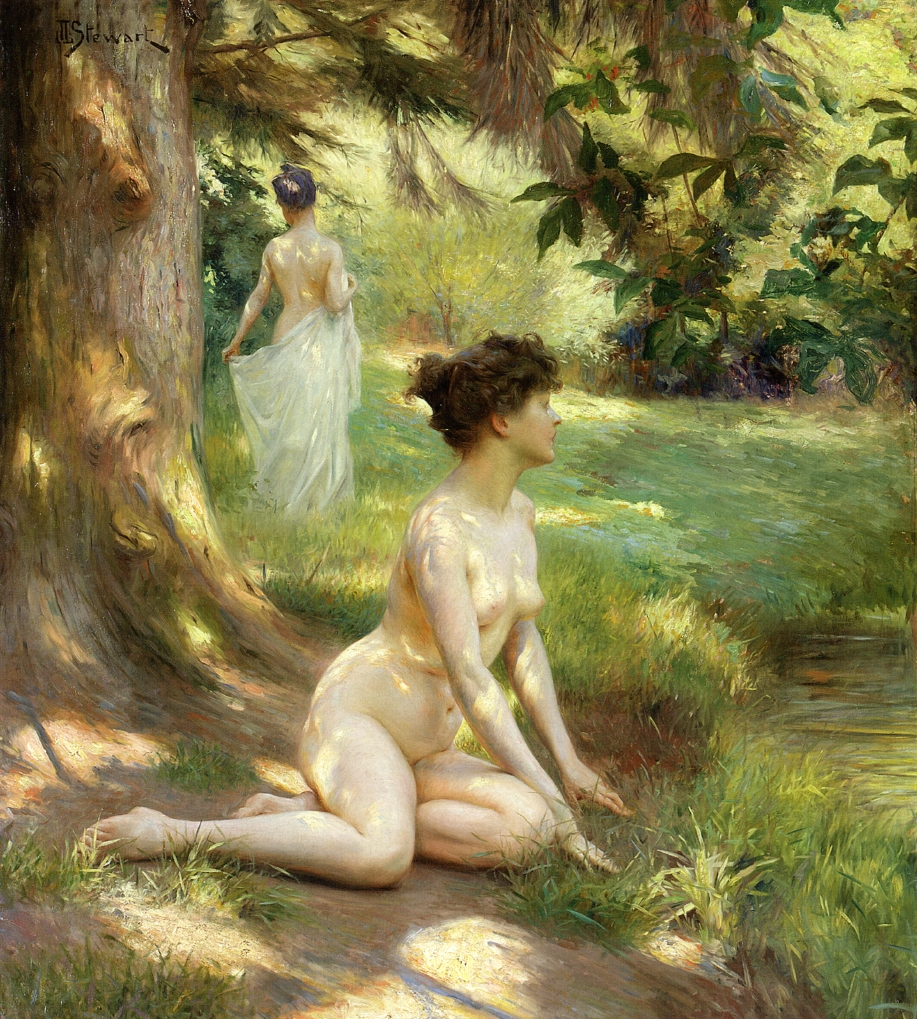
«Sunlight», до 1919 года
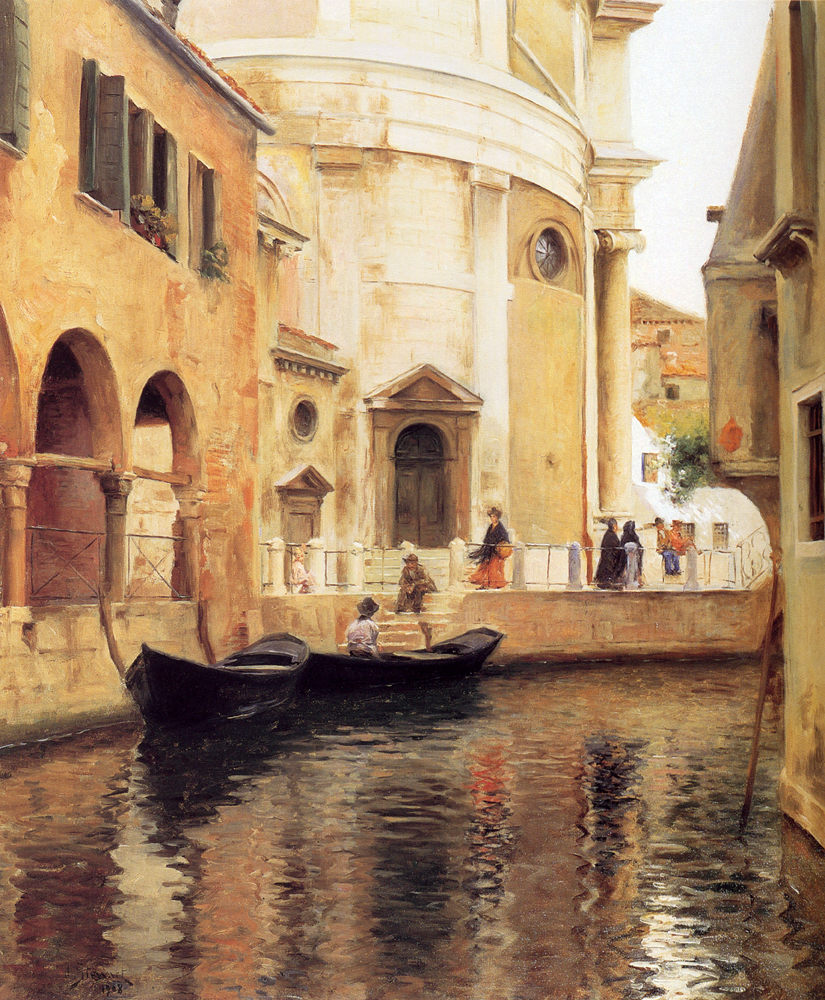
«Rio della Maddalena (Venice)», 1908 год